# Philippe Druillet

Un mur d'Angoulême.

Philippe Druillet, né le 28 juin 1944 à Toulouse, est un dessinateur et scénariste de bande dessinée français. Il est également affichiste, sculpteur et décorateur.

## Biographie

### Les débuts
Il naît le 28 juin 1944, jour de l'assassinat, par la Résistance, de Philippe Henriot, secrétaire d'État à la Propagande du régime de Vichy. C'est pour rendre hommage à ce dernier que le futur dessinateur est baptisé Philippe,. Ses deux parents étaient en effet des fascistes convaincus. Son père, Victor Druillet, qui avait fait la guerre d'Espagne du côté des franquistes, était à l'époque responsable de la Milice du Gers, à Auch : sa mère, Denise, était elle aussi engagée dans la Milice locale, dont elle était la responsable administrative. En août 1944, peu après la naissance de Philippe, ses parents s'enfuient en Allemagne, à Sigmaringen, où Louis-Ferdinand Céline soigne l'enfant, qui passe 25 jours sous une cloche à oxygène, puis à Figueras en Catalogne, en Espagne pour échapper à des poursuites pour faits de collaboration. Ils sont condamnés à mort par contumace. Ce n'est que plus tard que Philippe Druillet découvre le passé de ses parents.
Il retourne en France à Paris en 1952, après la mort de son père. Durant cette période il n'arrive à se faire accepter auprès de ses camarades que comme l'artiste, le marginal, couvrant des cahiers entiers de dessins. Il fréquente aussi beaucoup les cinémas (Le Tombeau hindou de Fritz Lang, Hamlet de Laurence Olivier, King Kong, Le Voleur de Bagdad). Philippe Druillet considère cette période comme déterminante pour son évolution future.
Vers 13-14 ans, il se tourne vers la science-fiction et découvre H. P. Lovecraft. En 1963 sa grand-mère devient concierge au no 17 de l'avenue d'Eylau dans le XVIe arrondissement de Paris et il peut loger au dernier étage dans une chambre de bonne. Le 2e étage était occupé par le dessinateur Piem.
Après son certificat d'études, il devient photographe. Puis il rencontre vers 16-17 ans Jean Boullet. Ce dernier lui apprend les bases du dessin et de la peinture et lui ouvre l'esprit sur l'esthétisme et la folie.
En 1964-1965, il est sous les drapeaux au Service cinématographique des armées, ce qui lui laisse du temps libre. Influencé par la lecture du Matin des magiciens de Louis Pauwels et Jacques Bergier, il décide à son retour à la vie civile de se lancer dans le dessin.
Son premier livre, Le Mystère des abîmes, paru en 1966 chez Losfeld, met en scène son héros récurrent Lone Sloane dans une histoire de science-fiction. Pressé par l'éditeur de boucler son album, il réalise les trente dernières planches en deux mois. Par la suite il qualifiera « le Sloane de chez Losfeld [de] très mal dessiné ».
Grâce à ce premier album, pour lequel il ne touche pratiquement aucun droit d'auteur, il entre chez OPTA où il réalise des couvertures et des illustrations.
C'est aussi à cette époque qu'il rencontre sa femme Nicole.

### La périodePilote

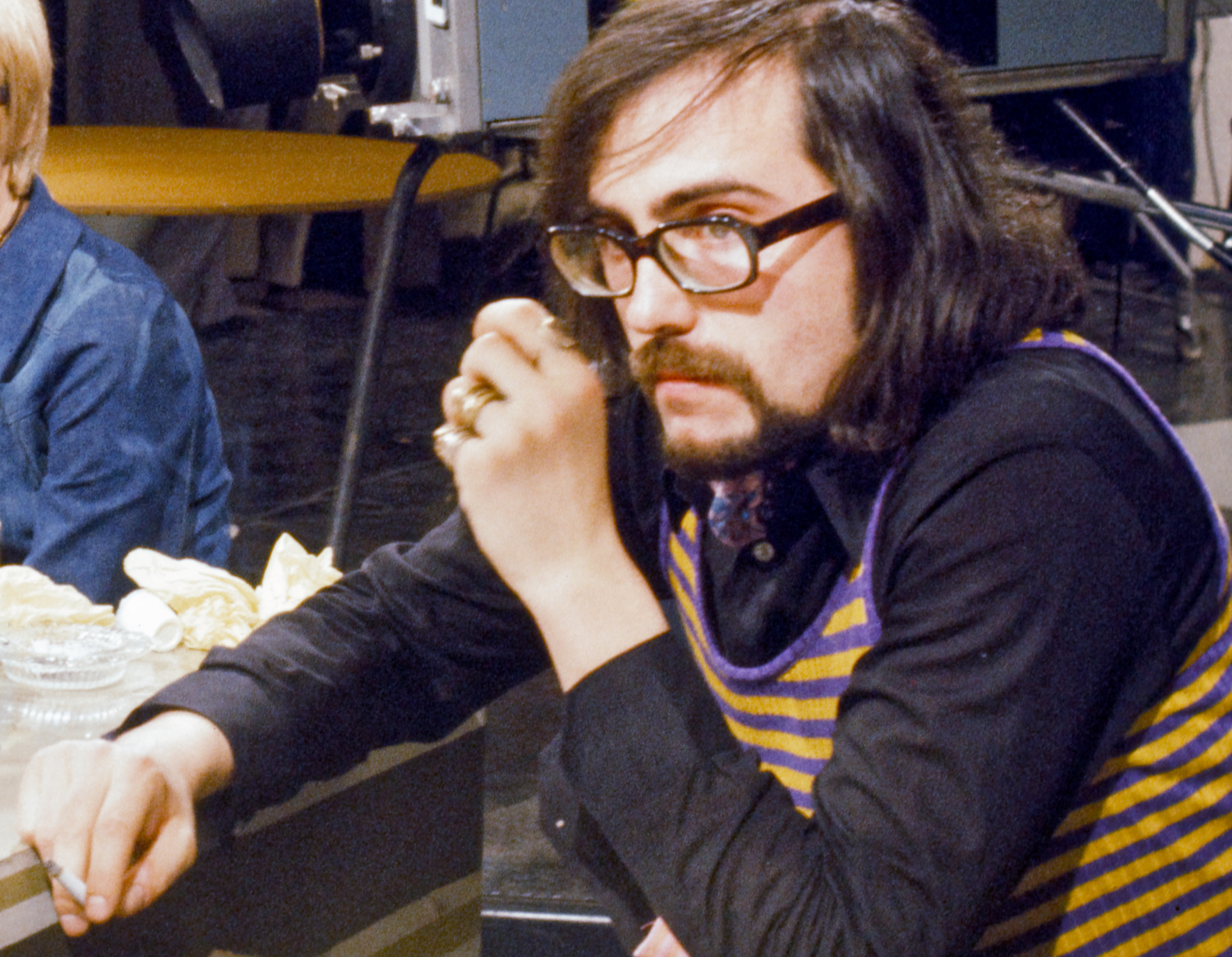
Philippe Druillet en 1973 à Montréal.

Il est aussi comédien au Théâtre du Soleil pendant trois ans, notamment pendant mai 68. En 1969, il montre quelques planches d'Yragaël à Jean Giraud, et René Goscinny lui donne son accord pour huit planches dans le journal Pilote. Il y poursuit la saga de Lone Sloane (voir Delirius) dans un style de plus en plus flamboyant, innovant par une mise en page audacieuse et l'introduction d'images de synthèse dans les décors qu'il présente dans les émissions de télévision Volume en 1971, puis Italiques en 1973.

### Métal hurlantet les Humanos
En 1974, à la suite de désaccords avec la rédaction de Pilote, il quitte le journal et fonde, avec Giraud et Jean-Pierre Dionnet, le mensuel Métal hurlant et la maison d'édition Les Humanoïdes Associés.

### La Nuit
Cet album, publié en 1976, marque un tournant dans l'œuvre de Druillet, car il se lie intimement à l'accompagnement de sa femme dans la maladie, jusqu'à sa mort.
Très abouti graphiquement, l'album est caractérisé par une colorisation  et un découpage novateurs très efficaces, au service d'un récit désespéré. Pour le dessinateur durablement touché par la mort de sa compagne, le livre, qui lui est dédié, a été un moyen d'exorciser sa douleur.
De tous les univers de Druillet, La Nuit est probablement le plus sombre, le plus nihiliste. Il met en scène la lutte d'une humanité déglinguée, organisée en bandes anarchisantes, droguée au dernier degré et qui va devoir aller conquérir le « dépôt bleu », source fantastique de toute la drogue, qui permet à ces quasi-zombies de tenir dans ce monde de folie. Ces bandes ont un côté rock'n roll ; elles incarnent la liberté, l'anarchisme, la force de vie. D'un autre côté, elles vont devoir affronter les agents de l'ordre et du néant pour atteindre le dépôt bleu. Il n'y aura pas de fin heureuse. C'est même plutôt le contraire.
Le héros, Heinz, suit un parcours personnel identique, de chef de bande illuminé et impavide, il suit cette course vers l'abîme en perdant progressivement son étrange innocence. Il devient conscient avant les autres que cet élan ne mène nulle part, que leur lutte sera vaine et leur destruction inévitable. La vie si exubérante que Druillet met en scène ne peut échapper à la mort programmée. Cet album pointe l'absence totale d'échappatoire à l'issue finale, là où souvent Druillet avait souligné le pouvoir d'une certaine folie, d'une révolte, la primauté de la vie sur le métal, les machines et l'ordre ; ici il n'est question que de mort inéluctable.

### Salammbô
En 1980, Druillet produit Salammbô, une trilogie inspirée par le roman homonyme de Gustave Flaubert.
La trame mélange l'invention pure et la fidélité au récit de Flaubert. De fait, à part l'introduction expliquant la présence de Lone Sloane à l'intérieur du monde de Salammbô et la conclusion qui permet à Sloane de ne pas être totalement anéanti, toute l'histoire suit de près le roman originel, de longs passages en étant même reproduits à la virgule près.
Ici, Lone Sloane est fondu par Druillet dans le personnage de Mathô le barbare, qui tente de détruire Carthage et de conquérir la princesse Salammbô, tentative qui donne lieu à des scènes de bataille imposantes sur double page, idéales pour que s'exprime pleinement la créativité graphique de Druillet. Sur trois albums, l'auteur explore des registres différents et souvent novateurs, dans un style proche de la peinture. Plusieurs planches sont d'ailleurs reprises sur toile.

### AprèsSalammbô
En 1986, il crée Bleu l'Enfant de la Terre, série télévisée d'animation en treize épisodes diffusée en 1990 sur Canal+. Afin de promouvoir des jouets, le producteur IDDH impose dans les scénarios les personnages des Rocklords, une licence Bandaï, ce que Philippe Druillet ne cautionne pas.
En 1990, il réalise le clip de la chanson Excalibur de William Sheller.
En 1996, il reçoit le Grand Prix national des Arts graphiques.
À l'occasion du conflit juridique qui oppose, dans les années 1990, Albert Uderzo aux Éditions Dargaud, Philippe Druillet prend le parti de son éditeur et déclare qu'Uderzo est « un Citizen Kane sans le talent d'Orson Welles. […] Il veut mettre une maison d'édition et tous ses auteurs sur la paille pour ajouter une ou deux Ferrari dans son garage ».

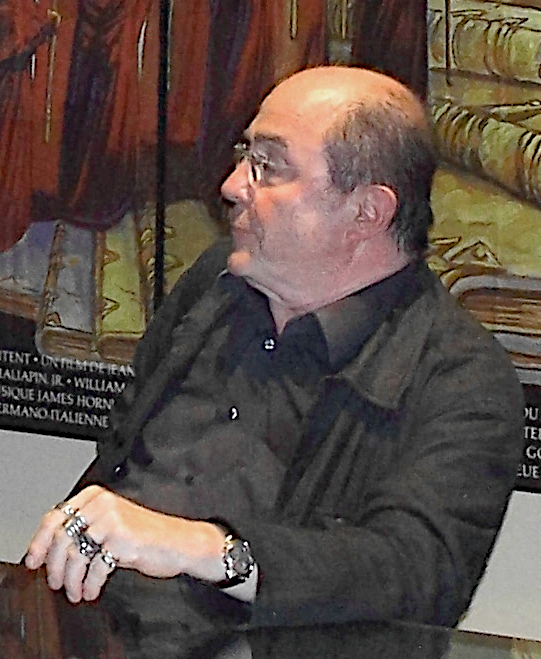
Philippe Druillet à Athènes en 2007, au Babel International Comics Festival.

Avec Amélie Aubert et Benjamin Legrand, il crée Xcalibur, une série télévisée d'animation en images de synthèse en 40 épisodes diffusée à partir de 2002 sur Canal+.
Il a réalisé les décors de la série télévisée Les Rois maudits (version 2005).
Outre ses activités d'auteur BD et d'illustrateur, il s'est aussi intéressé à l’opéra-rock, à la peinture, à la sculpture, à l'architecture et à l’infographie.
En 2013 sort le vinyle « Cosmic Machine - A voyage across French cosmic & electronic avantgarde 1970-1980 », dont la pochette est entièrement illustrée par trois de ses dessins.

## Œuvre
Parution, en janvier 2014, de son autobiographie Delirium aux éditions Les Arènes, avec David Alliot.

### Décors scéniques
La musique fait partie de l'univers de Philippe Druillet. Le rock comme l'opéra nourrissent son imaginaire et il qualifie ses albums de « partitions ». Il découvre Carmina Burana de Carl Orff et le Requiem de Verdi en achetant ses premiers 33 tours aux puces. En 2014, l'année de ses 70 ans, il est invité à illustrer visuellement la cantate donnée aux Chorégies d'Orange. En 2016 c'est au tour de la messa da requiem. Créations et extraits de ses albums sont animés et projetés sur le mur du Théâtre antique de cent-trois mètres de long sur trente-sept mètres de haut en s'adaptant au livret et à l'architecture des lieux, jonglant notamment avec la statue d'Auguste juchée au sommet du mur,,,.

### Affiches de films
- La Guerre du feu, 1981.
- Yor, le chasseur du futur, 1983[18].
- Le Nom de la rose, 1986.

### Magazines
- Approche de Centauri (dessin de Moebius), histoire courte parue dans Métal hurlant rééditée dans Cauchemar blanc, Les Humanoïdes Associés, 1977.

### Anthologies, illustrations et travaux divers
- Elric le nécromancien (avec Michel Demuth – d'après Michael Moorcock), Pellucidar, 1968
- The return to Melnibone (d'après Michael Moorcock), Unicorn, 1973, Jayde Design, 1997
- Retour à Bakaam (texte François Truchaud), Chêne, 1976
- Druillet 30 / 30, Les Humanoïdes Associés, 1981
- P.A.V.É., Dargaud, 1988
- Excalibur le clip vidéo de la chanson de William Sheller, 1990
- Manuel l'enfant-rêve (avec Jacques Attali), Stock, 1994
- Paris de fous (avec Robert Doisneau), Dargaud, 1995
- Il était une fois…, adaptation de Cendrillon, 1995
- Visioni di fine millennio, Hazard, 1999
- Les Univers de Druillet, Albin Michel, 2003
- Les Rois maudits, Albin Michel, 2005
- Métal esquisses, Éditions Zanpano, 2009
- Métal mémoires. Édition Zanpano 2010
- Métal héros. Édition Zanpano 2014
- Flaubert, Druillet : une rencontre, Marie Barbier Éditions, 2017, 96 p. (ISBN 978-2-9561-193-0-2)
- Explorations, Éditions Barbier & Mathon, 2018
- Participation à Wah Wah 2 de Charles Berberian, éditions Exemplaire, 2022

### Pochettes de disques
Pochettes de disques :
- Grail produced by Rod Stewart, Barclay, 1971
- Igor Wakhévitch, Docteur Faust, EMI, 1971
- Jimi Hendrix 2 / Electric Ladyland, Barclay, 1975
- Blacksun, Rockland Records, 1978
- Richard Pinhas, East-West, 1980
- Georges Grünblatt, K-Priss, Polydor, 1980
- Philippe Sarde, La Guerre du feu, RCA, 1981
- Sortilège, Metamorphosis, Banzai Records, 1984
- William Sheller, Excalibur, Mercury, 1990
- Agressor, Neverending Destiny, Black Mark Production, 1990
- Richard Pinhas, DWW, Cuneiforme Records, 1992
- Proton Burst, La Nuit, Wotre Music, 1995
- Pierre Bachelet, La Ville ainsi soit-il, RCA, 1995
- Art Zoyd, Metropolis, In-Possible Records, 2002
- Acanthus, Le Frisson des vampires, Finder Keepers Records, 2010
- Og Musique, La Transformation, Not On Music, 2010
- I Love UFO, Dirty Animals, Bruit Blanc, 2010
- Yogsothery, Gate I : Chaosmogonic Rituals Of Fear, Voidhanger Records, 2010
- Cosmic Machine - A Voyage Across French Cosmic & Electronic Avantgarde (1970-1980), Because Music, 2013
- Alain Pierre, Ô Sidarta, Finder Keepers Records, 2020

### Séries télévisées
- 1990 : Bleu l'Enfant de la Terre (créateur)
- 2001-2002 : Xcalibur (co-créateur avec Amélie Aubert et Benjamin Legrand)
- 2001-2002 : Les Rois maudits (décors)

### Jeux vidéo (conception visuelle)
- 1999 : Ring : L'Anneau des Nibelungen, Arxel Tribe et Cryo Interactive, d'après Richard Wagner
- 2002 : Ring II, Arxel Tribe et Wanadoo, d'après Richard Wagner
- 2003 : Salammbô, Cryo Interactive et The Adventure Company, d'après Gustave Flaubert

## Expositions
- Philippe Druillet, La Nuit transfigurée, du 6 au 21 avril 2018 (à l'occasion du PULP Festival à la Ferme du Buisson, Noisiel, le centre d'art de Marne-la-Vallée).
- Les 6 voyages de Philippe Druillet, exposition inaugurée lors du Festival d'Angoulême 2023, du 26 janvier au 12 mars 2023, musée d'Angoulême.

## Distinctions

### Prix
- 1973 :  Prix Saint-Michel spécial (science-fiction) pour Delirius (Lone Sloane, t. 3)
- 1976 : Prix spécial du grand prix de l'Imaginaire pour Urm le fou
- 1988 : Grand Prix d'Angoulême, pour l'ensemble de son œuvre[20]

### Décorations
- Commandeur de l'ordre des Arts et des Lettres Il est fait commandeur lors de la promotion du 11 décembre 1997[21].

### Documentation
- Philippe Druillet (int. par Jean Léturgie), « Entretien avec Philippe Druillet », Schtroumpfanzine, no 23,‎ octobre 1978, p. 16-23.
- Philippe Druillet (int. Christian Nabais), « Philippe Druillet, l'Elephant Man de la BD », dans Jacky Goupil (dir.), Bande dessinée 1981-1982, Hounoux : SEDLI, 1982, p. 38-44.
- Philippe Druillet (interviewé) et Jean-Christophe Ogier, « Druillet embarqué par Böcklin », Casemate, no 49,‎ juin 2012, p. 96-97.
- Patrick Gaumer, « Druillet, Philippe », dans Dictionnaire mondial de la BD, Paris, Larousse, 2010 (ISBN 9782035843319), p. 275-276.
- Frédéric Potet, « Sidérant Druillet », Le Monde,‎ 7 décembre 2016 (lire en ligne).

### Émission radiophonique
- « Dans l'atelier de Philippe Druillet », émission de 58 min [], sur France Culture, La Méthode scientifique, 25 mars 2022 (consulté le 25 mars 2022).